# Saleh al-Ali
Saleh al-Ali ou Cheikh Saleh Ahmad al-Ali ( en arabe : الشيخ صالح أحمد العلي   ) (né en 1884 à Cheikh Bader - mort le 13 avril 1950 à Tartous ) était un chef syrien alaouite qui commanda la révolte alaouite de 1919, l'une des premières insurrections contre le mandat français de la Syrie avant la Grande Révolte syrienne de 1925. Face aux forces françaises, il contrôle pendant plus d'un an le Jabal Ansariya (la montagne alaouite) dès juillet 1919. Il doit cesser sa résistance après la défaite en 1920 de l'émir Fayçal, le chef de la révolte arabe, défaite qui inverse le rapport de force en faveur des Français.
Il donne sa caution en 1936 au projet d'unité syrienne, allant ainsi à l'encontre des tentations séparatistes de certains Alaouites.

## Dans l'Empire ottoman

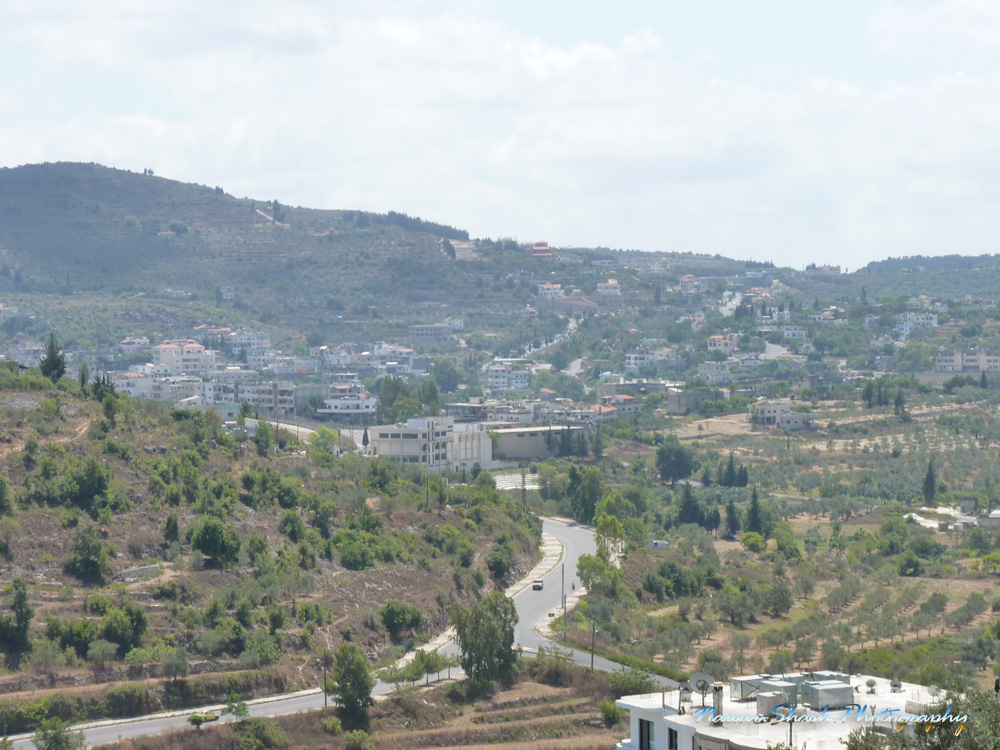
Cheikh Bader en Syrie, village d'origine de Saleh al-Ali

Saleh al-Ali est né en 1883 dans une famille de notables alaouites de Cheikh Bader, dans la chaîne de montagnes côtières syrienne au nord-ouest. Il aurait affronté les Ottomans en 1918 avant leur retrait de Syrie, tuant deux soldats ottomans qui harcelaient l'épouse de son père. Cet acte lui a valu une réputation locale de rebelle. La légende lui prête des miracles qu'il aurait accomplis sur le site d'un sanctuaire qu'il avait lui-même édifié en hommage à son père décédé.

## Résistance contre les Français

### Début de la révolte
En 1918, les Français ont occupé la côte syrienne et ont commencé à se déplacer vers l'intérieur. Le 15 décembre 1918, Saleh al-Ali convoque à une réunion dans la ville de Cheikh Bader les notables alaouites les plus importants des montagnes côtières syriennes, réunion appelée «Conférence de Badr». Il les alerte sur le fait que les Français ont occupé la côte syrienne avec l'intention de séparer la région du reste du pays, et les exhorte à se révolter pour expulser les Français de Syrie.
Les autorités françaises ayant entendu parler de la réunion, envoient un groupe armé d'Al-Qadmus dans la ville de Cheikh Bader pour procéder à l'arrestation de  Saleh al-Ali. Al-Ali et ses hommes tendent une embuscade aux soldats dans le village de Niha, à l'ouest de Wadi al-Oyoun. Les forces françaises perdent à cette occasion 35 hommes.

### Organisation de la révolte

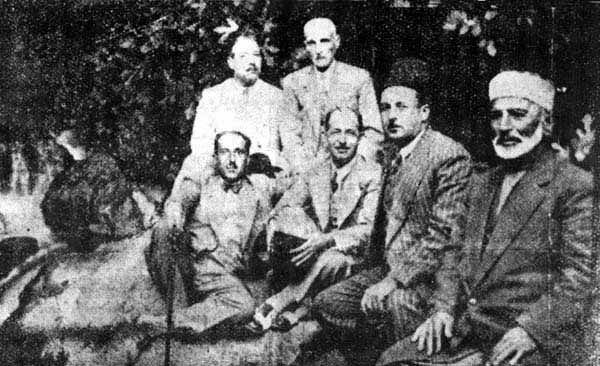
Assis de gauche à droite : Shukri al-Quwatli (futur président), Saadallah al-Jabiri (futur Premier ministre), Rida al-Shurbaji (cofondateur du Bloc national), Sheikh Saleh al-Ali, commandant de la Révolte côtière syrienne de 1919. Debout : Hajj Adib Kheir (à gauche) et Ibrahim Hananu, commandant de la révolte d'Alep

Après l'embuscade de Niha, al-Ali commence à organiser ses rebelles en une force disciplinée, avec un commandement général et une organisation militaire propres. L'armée était soutenue par la population locale, qui lui fournissait de l'eau et de la nourriture et remplaçait les hommes au travail dans les champs. Al-Ali s'est également allié à la révolte d'Ibrahim Hananu à Alep, au soulèvement de Talkalakh par la tribu Dandashi et à la révolte d'Antioche dirigée par Soubhi Barakat. Il a reçu des fonds et des armes de Kemal Atatürk de Turquie qui était également en guerre contre la France à l'époque.
En juillet 1919, en représailles aux attaques françaises contre les positions rebelles, Saleh al-Ali attaque et occupe plusieurs villages ismaélites alliés aux Français. Une trêve a été conclue, mais les Français l'ont violée en occupant et en brûlant le village de Kaff al-Jaa (en). Al-Ali riposte en attaquant et en occupant al-Qadmus d'où les Français ont mené leurs opérations militaires contre lui.

### Étapes finales
L'équilibre des forces a commencé à basculer en faveur des Français après le moment où ils ont conquis Damas, en battant une armée arabe de fortune à la bataille de Maysalun le 24 juillet 1920. À cette époque, al-Ali a commencé à collaborer, à travers la médiation d'Ibrahim Hananu, avec les forces kémalistes turques qui  combattaient l'occupation française dans le sud de l'Anatolie. Une lettre adressée directement à Mustafa Kemal en janvier 1921 demandant des armes pour leur « jihad » commun contre les Français est conservée dans les archives militaires turques de l'ATASE à Ankara.
En novembre 1920, le général Henri Gouraud organise une campagne à part entière contre les forces de Saleh al-Ali dans le Jabal Ansariya. Les Français entrent dans le village de Saleh al-Ali de Cheikh Bader et arrêtent de nombreux notables alaouites. Al-Ali s'enfuit vers le nord, mais une importante force française envahit ses positions ; Saleh al-Ali parvient à échapper et se cache.
Une cour martiale française se réunit à Lattaquié et le condamne à mort par contumace.

### Dès 1922

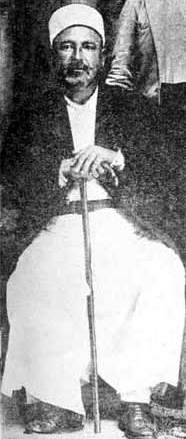
Cheikh Saleh al-Ali

Al-Ali demeure caché jusqu'à ce que le général Gouraud décrète une amnistie générale en 1922. Il rentre chez lui et s'abstient de toute activité politique jusqu'à sa mort le 13 avril 1950 à Tartous.

## Opinions politiques

### Concernant la France
Saleh al-Ali se distingue d'autres Alaouites qui étaient favorables à la France dans laquelle ils voyaient un soutien contre les Ottomans, puis contre les Arabes sunnites. Les Alaouites étant divisés sur l'attitude à adopter vis-à-vis de la France, Saleh al-Ali aurait dit aux pro-Français : « Celui qui, cherchant un abri contre les Ottomans, va chez les Français, est semblable à celui qui cherche à se protéger de la poêle à frire, et se jette dans le feu ».

### Concernant le nationalisme arabe
Les positions politiques de Saleh al-Ali concernant le nationalisme arabe font l'objet de débats. Des historiens lui ont prêté l'objectif d'assurer l'autonomie politique des Alaouites ; ils ont mis en doute la sincérité de son nationalisme. Selon eux, son engagement était motivé par son hostilité en tant que alaouite aux Ismaélites, qui pour leur part collaboraient avec les Français. Cependant, d'après l'historien Leon T. Goldsmith, Saleh al-Ali fait partie de ces élites de communautés minoritaires qui « ont cru aux avantages – voire à la nécessité – d'une intégration durable dans les structures politiques émergentes du Levant. En ce sens, leurs opinions sur le nationalisme arabe et l'indépendance n'étaient pas nécessairement fallacieuses ni entièrement fondées sur le pragmatisme ». Plusieurs indices suggèrent que Saleh al-Ali était nationaliste : il a très tôt coopéré étroitement avec les nationalistes arabes sunnites ; il a maintenu des relations fortes avec l'émir Fayçal, jusqu'au départ forcé de ce chef de la révolte arabe ; il était en lien avec le président syrien Hachem al-Atassi, ancien maire de la ville portuaire de Baniyas.

### Concernant l'unité syrienne
Saleh al-Ali a donné son soutien à l'option de l'unité syrienne au moment crucial où les minorités religieuses en Syrie débattaient de la question de savoir s'il fallait adhérer à l'unité ou privilégier la voie du séparatisme. Selon les sources alaouites, il était à l'origine du "télégramme d'unité" de 1936 envoyé aux nationalistes syriens qui négociaient à Damas avec les autoritaires mandataires françaises pour obtenir l'unification de la Syrie (les Français avaient auparavant morcelé la Syrie en plusieurs Etats, dont un Etat alaouite).
Selon Leon Goldsmith, le télégramme de Saleh al-Ali a pu «sonner le glas du mouvement séparatiste dirigé par le chef des tribus Haddadin, Ibrahim al-Kinj».
La figure de Saleh al-Ali, comme celle de Sultan al-Atrash héros de la révolte druze contre les Français, a facilité la réussite de l'option politique de l'unité syrienne, plutôt que celle de l'autonomie des Alaouites (dans un Etat séparé) dans la mesure où il était issu d'une minorité et qu'il a pourtant a «ouvertement préconisé l'intégration des communautés hétérodoxes dans un projet plus large d'édification de la nation syrienne».

## Postérité

### Hommages
Saleh Al-Ali est l'invité d'honneur du président Shukri al-Quwatli lors des célébrations de la Fête de l'Évacuation  le 17 avril 1946.
Une statue de Saleh al-Ali est érigée dans la ville de Cheikh Bader ; il est considéré comme  le « premier révolutionnaire syrien , selon l’histoire officielle ».
Un festival artistique porte son nom dans la ville de Cheikh Bader. Il décerne notamment des prix littéraires, Saleh al-Ali ayant fait œuvre de poète.

### Récupération par le régime Assad
La propagande de la dictature de la famille Assad a tenté de récupérer la gloire associée aux héros comme Sultan al-Atrache et Saleh Ali, tous deux résistants anti-français, associés par exemple dans une affiche officielle de 2004 conçue pour commémorer l’indépendance de la Syrie et exhibée dans les administrations du pays.
Le personnage de Saleh al-Ali a été mobilisé par le parti Baas au pouvoir dans le cadre d'un discours nationaliste syrien, comme s'il était entièrement favorable à l'assimilation des Alaouites plutôt qu'à un accommodement avec la majorité non-alaouite ; cependant de nouvelles informations publiées dès 2011 permettent d'entrevoir un chef alaouite qui défend «des intérêts communautaires étroits parallèlement à des objectifs nationalistes larges».

### 2011
Les révolutionnaires syriens opposés au régime de Bachar el Assad baptisent le vendredi 17 juin 2011 «vendredi Saleh el Ali»,  (ils lui dédient ainsi leurs manifestations) ; ce choix est motivé en partie par l'espoir d'attirer vers la révolution des membres de la communauté alaouite (qui est celle de Saleh el Ali, et aussi celle de Bachar el Assad).